# Werner Grohs
Werner Grohs (* 8. November 1926; † 17. Juli 1972) war ein deutscher Funktionär der DDR-Blockpartei LDPD. Er war Vorsitzender der Bezirksvorstände Suhl und Dresden und Mitglied des Politischen Ausschusses des Zentralvorstandes der LDPD.

## Leben
Grohs leistete während des Zweiten Weltkrieges Kriegsdienst in der Wehrmacht und geriet in Kriegsgefangenschaft. 
Nach der Entlassung in die Sowjetische Besatzungszone arbeitete er als Bankangestellter in der Bezirksfiliale Magdeburg der Deutschen Notenbank. Er trat 1946 in die Liberal-Demokratische Partei ein und wurde Mitglied des LDPD-Bezirksvorstandes Magdeburg. Von 1954 bis 1956 gehörte er dem Bezirkstag  Magdeburg als Abgeordneter an. 
Von 1956 bis 1958 war er stellvertretender Vorsitzender des Rates der Stadt Dresden und von 1956 bis 1957 Vorsitzender des LDPD-Kreisvorstandes Dresden. 1958/59 übte er kurzzeitig die Funktion des Vorsitzenden des LDPD-Bezirksvorstandes Suhl aus und war von 1958 bis 1963 stellvertretender Vorsitzender des Rates des Bezirkes Suhl. 1960 wurde er Mitglied des Zentralvorstandes der LDPD.  Von 1964 bis zu seinem Tod 1972 fungierte er als Vorsitzender des LDPD-Bezirksvorstandes Dresden. Auf dem 10. Parteitag der LDPD im November 1967 wurde er zum Mitglied des Politischen Ausschusses des Zentralvorstandes der LDPD gewählt.
Grohs starb im Alter von 45 Jahren und wurde auf dem Heidefriedhof in Dresden beigesetzt.